# Stefano Brancaccio
Stefano Brancaccio (ur. w 1618 w Neapolu, zm. 8 września 1682 w Viterbo) – włoski kardynał.

## Życiorys
urodził się w 1618 roku w Neapolu, jako syn Carla Brancaccio i Mariany de Pisa Ossorio. Po studiach uzyskał stopień doktora utroque iure, a następnie został referendarzem Trybunału Obojga Sygnatur i prałatem Świętej Konsulty. 5 maja 1660 roku został wybrany tytularnym arcybiskupem Edirne, a cztery dni później przyjął sakrę. W latach 1660–1666 był nuncjuszem w Toskanii, a w okresie 1666–1668 – w Wenecji. W 1670 roku został arcybiskupem ad personam Viterbo. 1 września 1681 roku został kreowany kardynałem prezbiterem i otrzymał kościół tytularny Santa Maria della Pace. Zmarł 8 września 1682 roku w Viterbo.